# ویکی‌پدیای مراتی

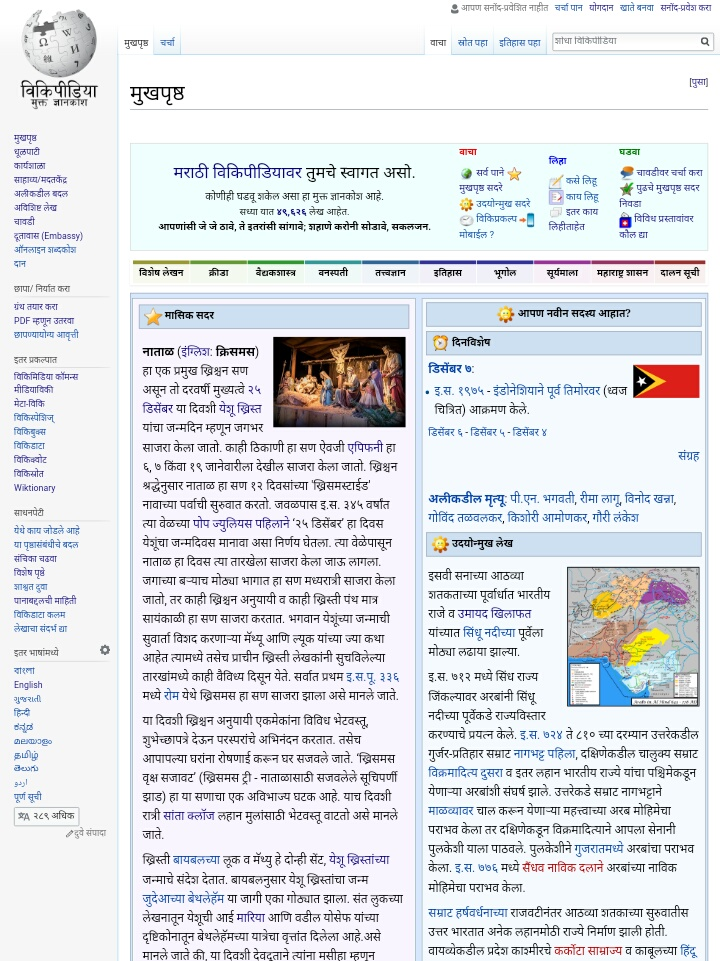
ویکی پدیای مراتی

ویکی‌پدیای مَراتی نسخهٔ مَراتی وب‌گاه ویکی‌پدیا است.  ویکی‌پدیای زبان مَراتی تا ۱۹ اوت ۲۰۱۱، با بیش از ۳۴٬۰۰۰ مقاله، در ردهٔ شصت‌وچهارم ویکی‌پدیاها قرار گرفته‌است.